# Aeroporto di Fukuoka
L'Aeroporto di Fukuoka (福岡空港) (IATA: FUK, ICAO: RJFF) è un aeroporto situato a 3 km a est di Fukuoka nella Prefettura di Fukuoka, in Giappone.
Dal 1952 al 1972, nell'aeroporto di Fukuoka era stabile una base aerea della United States Air Force chiamata Itazuke.

## Collegamenti
L'aeroporto è collegato con il centro di Fukuoka attraverso la Linea Kūkō della metropolitana.

## Statistiche
Questo grafico non è disponibile a causa di un problema tecnico.
Si prega di non rimuoverlo.
Vedi la query Wikidata di origine.